# Kevon Villaroel
Kevon Anthony Villaroel (Diego Martin, 17 dicembre 1987) è un ex calciatore trinidadiano, di ruolo difensore.

## Carriera

### Nazionale
Nel 2017 ha esordito in nazionale.

## Statistiche

### Cronologia presenze e reti in nazionale
| Cronologia completa delle presenze e delle reti in nazionale ― Trinidad e Tobago | Cronologia completa delle presenze e delle reti in nazionale ― Trinidad e Tobago | Cronologia completa delle presenze e delle reti in nazionale ― Trinidad e Tobago | Cronologia completa delle presenze e delle reti in nazionale ― Trinidad e Tobago | Cronologia completa delle presenze e delle reti in nazionale ― Trinidad e Tobago | Cronologia completa delle presenze e delle reti in nazionale ― Trinidad e Tobago | Cronologia completa delle presenze e delle reti in nazionale ― Trinidad e Tobago | Cronologia completa delle presenze e delle reti in nazionale ― Trinidad e Tobago |
| Data                                                                             | Città                                                                            | In casa                                                                          | Risultato                                                                        | Ospiti                                                                           | Competizione                                                                     | Reti                                                                             | Note                                                                             |
| -------------------------------------------------------------------------------- | -------------------------------------------------------------------------------- | -------------------------------------------------------------------------------- | -------------------------------------------------------------------------------- | -------------------------------------------------------------------------------- | -------------------------------------------------------------------------------- | -------------------------------------------------------------------------------- | -------------------------------------------------------------------------------- |
| 26-7-2017                                                                        | Guayaquil                                                                        | Ecuador                                                                          | 3 – 1                                                                            | Trinidad e Tobago                                                                | Amichevole                                                                       | -                                                                                |                                                                                  |
| 25-8-2017                                                                        | Port of Spain                                                                    | Trinidad e Tobago                                                                | 1 – 2                                                                            | Giamaica                                                                         | Amichevole                                                                       | 1                                                                                | 55’                                                                              |
| 1-9-2017                                                                         | Couva                                                                            | Trinidad e Tobago                                                                | 1 – 2                                                                            | Honduras                                                                         | Qual. Mondiali 2018                                                              | -                                                                                |                                                                                  |
| 6-10-2017                                                                        | San Luis Potosí                                                                  | Messico                                                                          | 3 – 1                                                                            | Trinidad e Tobago                                                                | Qual. Mondiali 2018                                                              | -                                                                                |                                                                                  |
| 10-10-2017                                                                       | Couva                                                                            | Trinidad e Tobago                                                                | 2 – 1                                                                            | Stati Uniti                                                                      | Qual. Mondiali 2018                                                              | -                                                                                | 82’                                                                              |
| 12-11-2017                                                                       | Couva                                                                            | Trinidad e Tobago                                                                | 2 – 2                                                                            | Grenada                                                                          | Amichevole                                                                       | -                                                                                |                                                                                  |
| Totale                                                                           |                                                                                  | Presenze                                                                         | 6                                                                                |                                                                                  | Reti                                                                             | 1                                                                                |                                                                                  |